# Les Hommes oubliés de Dieu
Les Hommes oubliés de Dieu est un recueil de nouvelles (sous forme romanesque) de l'écrivain égyptien francophone Albert Cossery initialement paru en 1941 dans l'hebdomadaire La Semaine égyptienne puis en 1946 aux éditions Charlot à Paris.

## Historique du livre
Les nouvelles furent initialement publiées individuellement en 1941 au Caire dans la revue La Semaine égyptienne ainsi que pour certaines d'entre elles dans le journal arabophone El Tatawor  avant d'être censurées par le gouvernement en raison de leur caractère considéré comme subversif. Tout comme pour le roman La Maison de la mort certaine, les recommandations d'Albert Camus – ainsi que les éloges d'Henry Miller qui réussit à faire publier aux États-Unis quelques nouvelles en 1945 dans la revue new-yorkaise Accent – poussent Edmond Charlot à les faire paraître sous forme d'un recueil de cinq nouvelles publié en 1946 à Paris,,.

## Résumé
- Le facteur se venge
- La Jeune Fille et le Haschache
- Le coiffeur a tué sa femme
- Danger de la fantaisie
- Les affamés ne rêvent que de pain

## Éditions et traductions
- Éditions Charlot, Alger, 1946.
- Éditions Domat-Montchrétien, Paris, 1947
- Éditions Boraïe et Geday, Le Caire, 1987.
- Éditions Le Terrain vague, 1990.
- Éditions Joëlle Losfeld, coll. « Arcanes », préface Edmond Charlot, 1994  (ISBN 978-2-90-990617-1), rééd. 2000  (ISBN 9782844120359).
- Œuvres complètes I, éditions Joëlle Losfeld, 2005,  (ISBN 978-2-07-078990-0).
- (en) Men God Forgot, trad. Harold Edwards, Circle Edition, 1946.
- (pt) Os Homens Esquecidos de Deus, éd. Antígona, 2002.